# ТехноЮг
ТехноЮГ - ТзОВ «ТехноЮГ» — компанія, що спеціалізується на гуртових поставках канцелярських товарів та комплексному обслуговуванні офісів на півдні України.

## Історія компанії
2 вересня 1991, в день народження Одеси, було створено підприємство ВКЦ «Інформкомплекс», яке складалося з інженерів  та програмістів, які обслуговували електронні обчислювальні машини на об'єктах оборонної промисловості колишнього СРСР.
У 1993 році, в зв'язку з різким зменшенням фінансування оборонної галузі,  компанія змушена була шукати нові напрямки діяльності. У зв'язку з цим було створено нове підприємство - «Оргтехкомплекс», яке спеціалізувалося на комплексному обслуговуванні офісів.
Нова сфера діяльності вимагала розширення ассортименту, куди увійшли і канцелярські товари. Так 25/12/1995 року було зареєстровано ТзОВ «ТехноЮГ».

## Сучасність
Для потреб бізнесу ТехноЮг використовує понад 4000 м2 офісних, торгівельних  та складських площ.
ТехноЮГ має власний вантажний автопарк, що налічує більше 10  автомобілів.
Компанія співпрацює майже з сотнею зарубіжних та вітчизняних постачальників, є імпортером продукції найбільших світових виробників паперу «International Paper» та «Mondi».
В гуртовому каналі працює майже з тисячею регіональних дилерів та є постачальником відомих  торгівельних мереж «Таврія В», «Віртус», «Сільпо».
Асортимент підприємства складає біля 10 000 позицій. Це папір та вироби з паперу, канцелярські товари для офісу та школи, товари для розвитку ,навчання I творчості, побутова хімія.
ТехноЮГ  створює регіональні та територіальні Центри Обслуговування (ЦО) в різних областях  України. В місті Одеса такі центри створено на базі фірмових магазинів «Канцелярія».
Також  розвивається напрямок он-лайн торгівлі.Працюють інтернет-магазин kancmarket.com,
майданчик з продажу сувенірної продукції  promosouvenir.com.ua, B2B портал для гуртових партнерів tu-opt.com.